# Szczawno Zdrój
Szczawno Zdrój (Duits: Bad Salzbrunn, tot 1935 Obersalzbrunn) is een stad in het Poolse woiwodschap Neder-Silezië, gelegen in de powiat Wałbrzyski. De oppervlakte bedraagt 14,87 km², het inwonertal 5544 (2005).
Voor 1945 was de stad deel van Duitsland.

## Verkeer en vervoer
- Station Szczawno Zdrój

## Geboren
- Gerhart Hauptmann (1862-1946), Duits toneelschrijver en Nobelprijswinnaar (1912)